# Courtisols
Courtisols ist eine französische Gemeinde mit 2345 Einwohnern (Stand 1. Januar 2022) im Département Marne in der Region Grand Est. Sie gehört zum Arrondissement Châlons-en-Champagne und zum Kanton Argonne Suippe et Vesle.

## Geographie
Die Gemeinde liegt rund zwölf Kilometer nordöstlich von Châlons-en-Champagne um Ufer des Flusses Vesle. Nachbargemeinden sind La Cheppe im Norden Bussy-le-Château im Nordosten, Somme-Vesle im Osten, Poix im Südosten, Marson im Süden, Chepy, Moncetz-Longevas, Sarry und Saint-Memmie im Südwesten sowie L’Épine im Westen.

## Historische Besonderheit
Es wird vermutet, dass nach der Schlacht bei den Katalaunischen Feldern im Jahr 451 n. Chr. eine größere Gruppe Hunnen das Dorf gegründet hat. Dafür spricht, dass es sich bei Courtisols um Frankreichs längstes Straßendorf handelt. Diese Bauweise war typisch hunnisch und für Gallien nicht üblich, da dort Dörfer immer um einen zentralen Platz gebildet wurden. Überdies kommt in der Bevölkerung der Gegend auffällig oft das Merkmal des Mongolenflecks zum Vorschein.

## Bevölkerungsentwicklung
| Jahr                       | 1962 | 1968 | 1975 | 1982 | 1990 | 1999 | 2005 | 2010 | 2018 |
| -------------------------- | ---- | ---- | ---- | ---- | ---- | ---- | ---- | ---- | ---- |
| Einwohner                  | 1337 | 1287 | 1615 | 2202 | 2400 | 2586 | 2590 | 2552 | 2404 |
| Quellen: Cassini und INSEE |      |      |      |      |      |      |      |      |      |

## Gemeindepartnerschaft
- Dierdorf im Westerwald, Deutschland

## Kultur

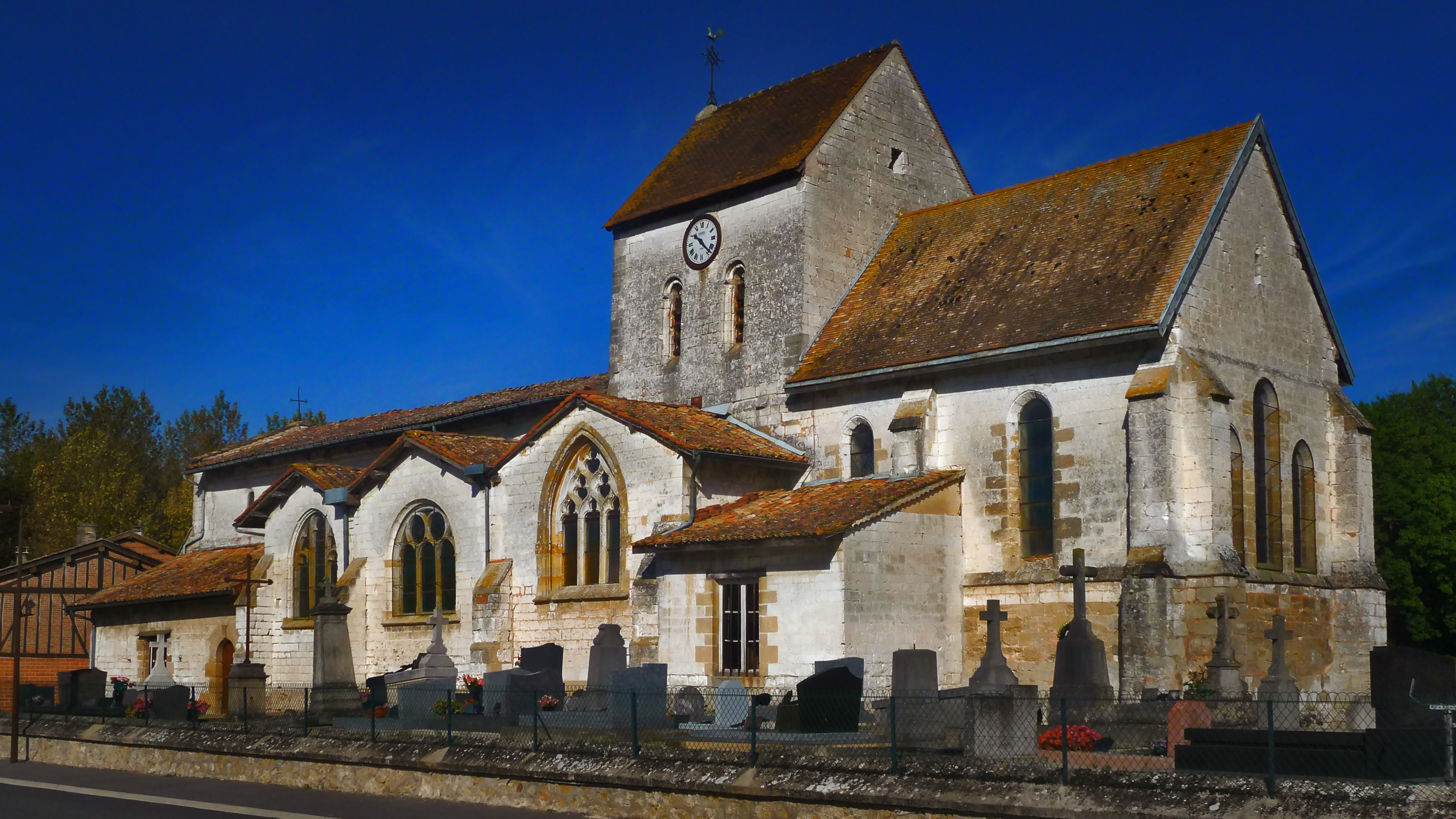
Kirche Saint-Memmie
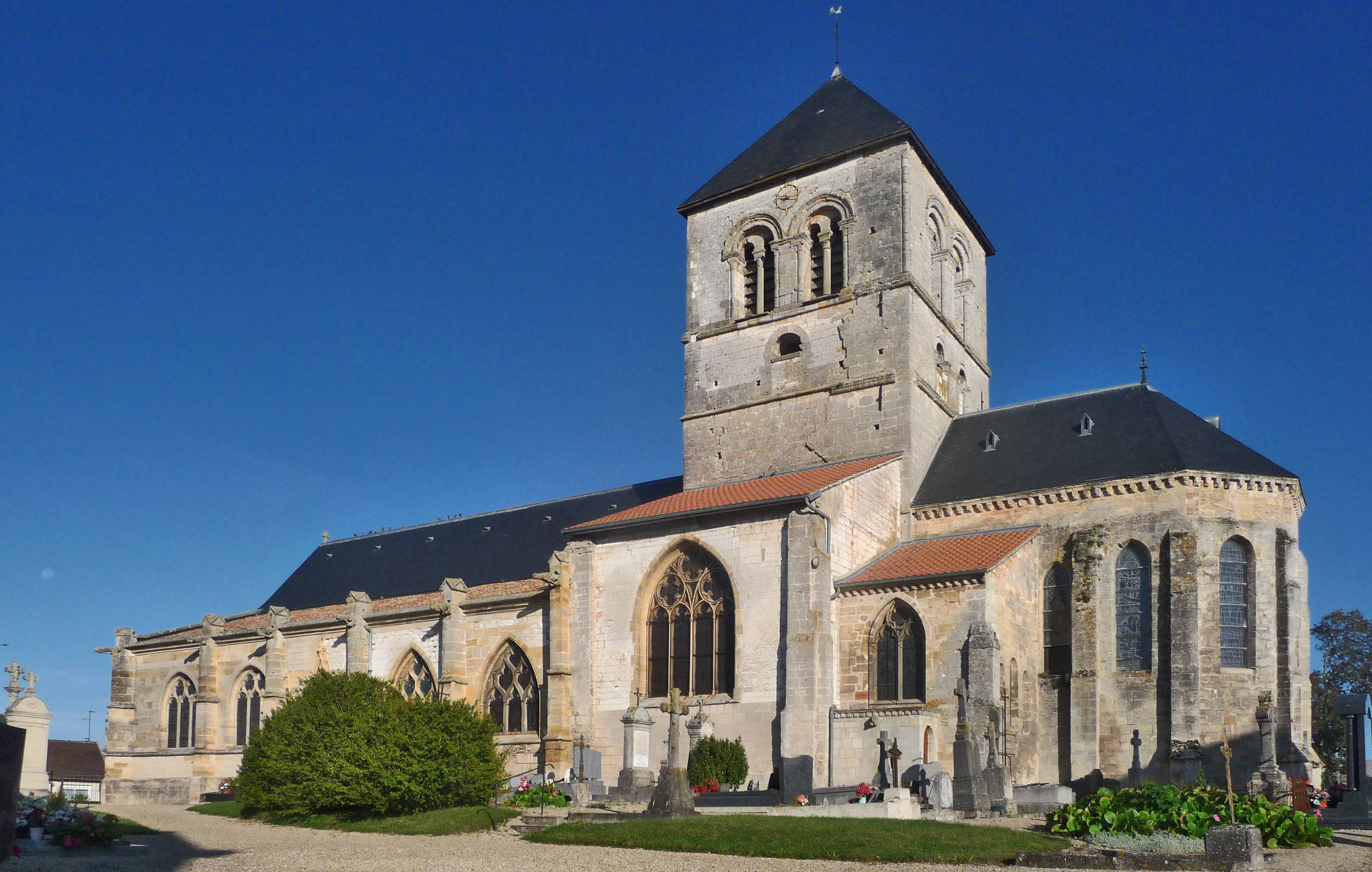
Kirche Saint-Martin